# Đông Âu (nước)
Đông Âu quốc (191 TCN - 138 TCN; chữ Hán giản thể: 东瓯国; chữ Hán phồn thể: 東甌國; Bính âm: Dōng ōu guó) là một vương quốc cổ đặt tại nơi mà ngày nay là Ôn Châu và Thai Châu, tỉnh Chiết Giang, miền đông Trung Quốc. Đông Âu hay còn có tên khác là Âu Việt là hậu duệ của Việt Vương Câu Tiễn chạy trốn sau thất bại trước nước Sở. Sau này đã bị một chi tộc khác của Bách Việt - Mân Việt (cũng thuộc dòng dõi Câu Tiễn khác) thôn tính.